# Mrs. Dalloway
A Mrs. Dalloway Virginia Woolf egyik legismertebb regénye. 1925-ben jelent meg, magyar nyelven pedig 1946-ban Nagypál István fordításában, majd 1971-ben, Tandori Dezső fordításában. A könyv népszerűségét jelzi, hogy szerepel azon a listán, ami az 1001, jelenleg legjelentősebbnek tartott könyvet tartalmazza.
A regény egy középkorú asszony egy napjának történetét mutatja be, miközben múltjának eseményei, illetve a többi szereplőhöz fűződő jelenlegi és korábbi kapcsolatai is megjelennek. Az idő múlását a londoni órák ütése jelzi, de a kronológia csak keret. Virginia Woolf hősei tudatfolyamát követi szabadon, miközben térben és időben rögzíti őket. A könyvben alkalmazott tudatfolyam-technika alapvetően befolyásolja az elbeszélés és a jellemábrázolás módját.

## Cselekménye
|  | Alább a cselekmény részletei következnek! |

A regény azzal kezdődik, hogy Clarissa – aki éppen egy betegségből gyógyult ki – megveszi a virágokat az estélyre, amit saját otthonában szervez. Séta közben felidézi korábbi vőlegényét, Peter Walsh-ot, és úgy látja, jó döntés volt helyette Richardot választani. Az utcán összefut régi barátjával, Hugh Whitbread-del.
A merengést egy autó motorjának dübörgése zavarja meg: fontos ember érkezik a Bond Streetre. Közben megismerjük Septimus Warren Smith-t és feleségét, Lucreziát, akik szintén az utcán sétálnak. Septimus háborús veterán, gránátsokkban szenved. Megijeszti az autó zaja, hatására eszébe jutnak a rossz emlékek és felidézi barátja, Evans halálát.
Clarissa hazatérve fiatalkori barátnőjére, Sally Setonra és különleges kapcsolatukra gondol, aminek során egyszer csókolóztak is egymással. Richard, a férje nincs otthon, mert Lady Bruton hívta meg őt ebédre. Peter Walsh váratlanul meglátogatja Clarissát. A jelenről beszélgetnek, miközben mindketten a múlton merengenek: azokon a döntéseiken, amelyek meghatározzák jelenlegi életüket. Clarissa meghívja őt is az estélyre. Megjelenik Elizabeth, Clarissa 17 éves lánya, és Peter elbúcsúzik.
Peter ezután a Regent's parkba megy, ahol Septimus és Lucrezia sétálnak. Peter újra a múlton gondolkodik, elsősorban azon, mennyire szerette Clarissát. A nő sznob viselkedésén is elmereng. A Smith-házaspár hevesen veszekszik az öngyilkosságról, amit Peter külső szemlélőként egy fiatal szerelmespár egyszerű vitájának lát. Nem észleli az érzelmek mélységét és nem veszi észre, mennyire bizonytalan Septimus. Lucrezia megbeszéli férjével, hogy felkeresnek egy pszichiátert, Sir William Bradshaw-t. Az orvos nem veszi komolyan a betegséget és csak pihenést javasol Septimusnak.
Eközben Richard Lady Bruton-nál ebédel, Hugh Whitbread is ott van. Clarissát nem hívták meg, ezért rosszkedvű. Richard az ebéd közben arra gondol, hogy haza szeretne menni és megmondani feleségének, mennyire szereti; de ezt végül nem teszi meg.
Elizabeth lánya Miss Kilman-nál tanul, majd együtt teáznak. Kiderül, hogy Mrs. Dalloway és Miss Kilman kölcsönösen lenézik, nem kedvelik egymást. Elizabeth busszal megy haza, de előtte még sétál egyet, és élvezi a szabadságot.
Septimus és Lucrezia hazamennek és Dr. Holmes, a férfi korábbi orvosának érkezésére várnak. Septimus nem akar az orvos irányítása alá kerülni, nem szeretne tovább így élni, ezért öngyilkos lesz, kiugrik az ablakon.
A regény utolsó részében elkezdődik az estély. Rengeteg szereplő jelenik meg Clarissa múltjából, köztük van a két nagy szerelem: Peter és Sally is. Sir William Bradshaw és felesége is megérkeznek, szóba kerül Septimus halála. Clarissa csalódott az estély miatt.
|  | Itt a vége a cselekmény részletezésének! |

## Szereplők
- Clarissa Dalloway: 52 éves, a regény főszereplője. Sokszor volt szerelmes asszonyokba, és Peter helyett Richardhoz ment feleségül, mert mellette független lehet, de „mintha nem is létezne másképp, csak így, Mrs. Dallowayként”.[6] Külsőre „elragadó asszony”, „van benne valami madárszerű”[7] és „haja majdnem teljesen ősz”.[8] Jó az emberismerete, de ritkán osztja meg másokkal érzéseit. Bármit tud élvezni. Sokat foglalkozik a társadalmi pozícióval, a világban való előrejutással; az estélyen túl is játssza szerepét, nem őszinte.
- Richard Dalloway: Clarissa férje. Parlamenti képviselőként keményen dolgozik, „mindig olyan megbízható, igazi úriember”,[9] szoros kapcsolatot ápol az angol felső tízezerrel. Érzékeny, szereti a feleségét és a lányát, de nem tudja kimutatni szerelmét. Féltékeny volt Peter Walshra, Clarissa régi szerelmére, de már nem az. Szereti, hogy a nőknek szükségük van rá.
- Elizabeth Dalloway: Clarissa és Richard 17 éves lánya. „Az önkifejezés képessége: talán ez hiányzott belőle, szemei azonban szépségesek voltak.”[10] Közel áll Miss Kilman-höz, miközben furcsának és esetlennek is találja őt. Sok férfi szeretett már belé, de neki elsősorban a szabadság jelenti a boldogságot.
- Peter Walsh: Clarissa régi szerelme, a regény jelenében kapcsolatuk ambivalens. „A világhelyzet, az érdekelte őt; Wagner, Pope költészete, az emberi jellem, igen, örökkön-örökké, nomeg saját lelkének tökéletlenségei.”[11] 5 évet töltött Indiában, megházasodott, elvált, most újra házasságra készül. Várja az estélyt, hogy beszélhessen Clarissával és közel lehessen hozzá. Sokszor fél attól, hogy elvesztegette az életét, máskor nem érzi még magát idősnek. Nincs tudatában érzéseinek, kiszámíthatatlan.
- Sally Seton/Lady Rosseter: Fiatalon ő volt Clarissa legjobb barátnője, szerelme. Az ő hatására kezdett el Clarissa olvasni, társadalmi problémákkal foglalkozni. Szeret botrányosan viselkedni, „néha felháborító dolgokat művelt”[12] Férjhez ment és öt gyereke van. A regényben sokáig csak Clarissa emlékezetében létezik, az estélyen tűnik fel.
- Septimus Warren Smith: Az I. világháború előtt sikeres, intelligens fiatal férfi volt. Most veteránként poszttraumatikus stressz szindrómában szenved, hallucinál, hangokat hall, nem tud érezni; miközben nagyon érzékeny a színekre, a természet szépségeire. A felszínen teljesen más, mint Clarissa, de hasonlóan gondolkodik és osztja meg másokkal élményeit.
- Lucrezia Warren Smith: Septimus felesége, 24 éves. A házasság előtt Olaszországban élt. Szomorú, mert 'normális' házasságot szeretne, gyerekkel; nem egy ilyen beteg férjet. Meg akarja óvni Septimust az orvosoktól.
- Sir William Bradshaw: Elismert orvos, pszichiáter; Septimus dr. Holmes javaslatára kerül hozzá. Társasági ember, aki „szerette a hivatását; kitűnő jelenség volt bármely ünnepélyes alkalomkor, és ügyes szónok is”[13] Felismeri, hogy Septimus betegségét a háború okozta, de nem nyújt neki megfelelő segítséget.
- Hugh Whitbread: Clarissa barátja gyerekkora óta, „kiváltságos, de rettenetesen fontoskodó lény”.[14]
- Miss Kilman: Elizabeth történelemtanára, szívesen vannak együtt. Kommunista nézeteket vall, elutasítja a jóllétnek azt a formáját, amit Clarissa is képvisel.
- Lady Bruton: Egy tábornok lánya, idős arisztokrata nő. Meghívja magához ebédre Richárdot, de Clarissát nem.

A regényben feltűnik még Clarissa két cselédje: Lucy és Mrs. Walker. Az estélyen ismerjük meg többek között Ellie Henderson, Clarissa szegény, csendes kuzinját; Miss Helena Parry-t, Clarissa idős nagynénjét, és a miniszterelnököt is. Amikor Septimus és Lucrezia a Regent's parkban sétálnak, egy fiatal skót nő, Maisie Johnson megijed tőlük. A pszichiáter felesége Lady Bradshaw, akiről megtudjuk, hogy korábban idegösszeomlása volt. Szerepet kap még Clarissa szomszédja, egy rejtélyes idős nő is.

## Keletkezése és megjelenése
A Dalloway-házaspár Virginia Woolf négy korábbi novellájában is felbukkant. A Mrs. Dalloway in Bond Street (Mrs. Dalloway a Bond Streeten) című karcolat 1923-ban jelent meg egy folyóiratban. Ebben az írásban már fontos szerepet kap az estély, illetve az arra való készülődés mint motívum. Az írónőben 1922-ben fogalmazódott meg a regény gondolata, 1924-re készült el belőle az első változat, majd a mű (aprólékos átdolgozások után) 1925 májusában jelent meg először.
Mr. és Mrs. Dallowayt a szerző legelső regényében, a Kiutazásban ismeri meg az olvasó. Ott a férj még domináns és fellengzős volt, a nő függő helyzetű és felületes; a Mrs. Dalloway-ben mindketten szerethetőbbé váltak. Az 1922-ben megjelent Jacob szobájában Virginia Woolf már több olyan témát vett elő, amit aztán a Mrs. Dalloway-ben fejtett ki. A regény címe Az órák lett volna, ezt módosította később.
Az írással lassan haladt. Ezt írta, amikor a könyvön dolgozott: „Gyakran kell mostanában fékeznem az izgatottságomat – mintha valami ködfalon hatolnék át, vagy mintha valami vadul dobolna a közelemben… A létezés költészetének általános érzése az, ami ilyenkor elfog…”
A regényben sok az önéletrajzi elem. Virginia Woolf ki akarta zárni saját életéből a maszkulinitást, hierarchiát, versengést, dominanciát, a nők barátsága jelentette számára a szabadságot; mindez a főszereplő, Clarissa életében is megjelenik. Woolf saját osztályának képmutató életmódját vonja kritika alá a regényben, ennek kicsúcsosodása az estély. Az írónő maga is mentális betegségekben szenvedett (a regény írásakor már négy öngyilkossági kísérleten volt túl), többek között ezt írta meg a háborús veterán, Septimus alakjában. Emellett ő is hasonlóan rossz tapasztalatokat szerzett az orvosokkal: nem tudták meggyógyítani.

## Műfaja, tagolása
Virginia Woolf regényeiben a tudatfolyam technikáját használta, ami a Mrs. Dalloway megjelenésének idejére már szinte irodalmi közhellyé vált. Újdonság a regényben, hogy homályos a határ álom és valóság, jelen és múlt, tudatos és tudattalan között. A szerző saját meghatározása szerint a Mrs. Dalloway modern regény.
Ez a szerző legjobban szerkesztett és legpontosabb regénye. A történések térben és időben szigorúan körülhatároltak, egy nap alatt játszódnak. A kevés szereplő meghatározható viszonyban áll egymással, és mindig félreérthetetlenül kiderül, melyik benyomás, gondolat melyik szereplőtől származik. Woolf alapvetően kétféleképpen tagolja a teret és az időt: a történet megáll az időben, és különböző helyeken játszódó cselekmények jelennek meg; vagy egy helyszínen mozoghatunk az időben, a szereplő tudatában. Az idő múlását London órái jelzik. A szereplők tudatfolyama a múltba visz, kívül kerülve ezzel a történet időrendjén.
A regény szereplői Londonban élnek, gondolataik sokszor összekapcsolódnak. Közös élményeik is vannak: egy titokzatos autó, az égre megfejthetetlen szöveget felíró repülő és az utcán éneklő nő. Szinte minden fontos dolgot elhallgatnak egymás elől (Clarissa soha nem mondta el Peternek, miért nem hozzá ment férjhez), az igazi elbeszélés a gondolatokban zajlik, de szavak nélkül is tökéletesen értik egymást. A szöveg nem tárja fel a személyiség mélyrétegeit, a kimondhatatlan dolgok helyett Woolf sokszor a 'valami' kifejezést használja. Egy-egy pillanatra látunk csak bele a szereplők gondolatvilágába, így nem ismerhetjük meg személyiségüket a maga összetettségében.
A Mrs. Dalloway sok szempontból hasonlít az Ulyssesre. Mindkét regény látszólag egy nap történetét meséli el, és nagyobb szerepe van bennük a múltnak, mint a jelennek, de Woolf könyve sokkal rövidebb és kevésbé nagy igényű; technikai megoldásai is egyszerűbbek. A Mrs. Dalloway világa sokkal szűkebb, mint az Ulyssesé, Woolf mégis többet foglalkozik azzal, hogy eligazítsa olvasóját: egyik szereplőtől a másikig haladva az idő jelzése akadályozza meg az elkalandozást, az időben mozogva pedig a könyv mindig emlékeztet rá, kiről van szó. A cselekmény, a jellemek és az írói kommentár alárendelődnek az idő, a halál és a személyiség témájának, illetve ezek egymáshoz való viszonyának. Ez a módszer, vagyis az élménynek a gondolatok szűrőjén keresztüli megjelenítése félúton van a joyce-i légmentes világ felé.

## A regényben megjelenő témák

### Feminizmus
Az I. világháború előmozdította a nők életének átalakulását. Olyan munkahelyeken kezdtek el dolgozni, ahol korábban nem foglalkoztatták volna őket, 1918-ban pedig szavazati jogot kaptak. A húszas években – amikor a regény játszódik és megjelent – rohamosan emelkedett a szabad foglalkozású, értelmiségi nők száma; minden korábbit felülmúlt a férjezetlen, dolgozó nők aránya a társadalomban. Ezek a külső körülmények hatottak a regényben megfogalmazott gondolatokra is.
A feminista eszmék átszövik a regényt, a szereplők életét. Clarissa független, de nem feminista karakter. Egy olyan nővel (Sallyvel) volt kapcsolata, aki megismertette a nők jogainak fontosságával. Clarissa nem küzd a nők egyenlőségéért, de szüksége van a függetlenségre és a szabadságra.
A regény többek között a női szereppel járó frusztrációt és egyedüllétét is ábrázolja. Clarissa azért nem ment hozzá Peterhez, mert a férfi szerelme birtokló és domináló volt, félt a szabadsága elvesztésétől; eközben Richarddal való házassága sem sikeres. Sally patriarchátus-ellenes, egyenlő jogokat követel a nőknek, ez Clarissát is inspirálja, vele való kapcsolata reakció a patriarchátus ellen. Sally végül mégis férjhez megy és konvencionális anya lesz, beilleszkedik a társadalomba.
Miss Kilman azért gyűlöli Clarissát, mert a patriarchális társadalom termékének tartja, aminek egyúttal az áldozatává is vált. Elnyomja a nőiességét, férfias ruhákat hord, agresszív maszkulin értékeket képvisel.
Elizabethnek már esélye lehet arra, hogy 'modern nőként' éljen: „Jog, orvostudomány, politika: mindezek a pályák nyitva állnak az Elizabeth nemzedékbeli nőknek.” Nem hagyományos nő, karriert szeretne: doktor vagy gazdálkodó lenne szívesen, esetleg parlamenti képviselő. Az apja először fel sem ismeri őt az estélyen, amikor igen, egy dekoratív tárgynak tartja, a jelentéktelen női világ részének. Két választása van, vagy ebben a 'női világban' él, ahol az anyja estélyt ad, vagy a férfiak által uralt társadalomban; de egyik sem a modern nő útja. A lányban keveredik Clarissa érzelmi oldala és Miss Kilman szakmai életének hatása, ez pedig egy új női identitás születését vetíti elő.
A regény a patriarchátus 'sötét oldalát' Septimus és Lucrezia kapcsolatában ábrázolja. Septimus elhivatottsággal ment a háborúba, és most nem tudja elfogadni, hogy a világ különbözik attól, ahogy ő látja. Szerelem nélkül vette el Lucreziát, mert fél az egyedülléttől. Septimus nem akar gyereket, mert elutasítja, hogy apaként ő is a patriarchátushoz csatlakozzon, felesége ezért egyedül érzi magát egy idegen országban.

### Kapcsolatok, szerelem
A történet egyik fontos alapvetése, hogy minden ember be van zárva saját tudatába. Mrs. Dalloway keresi azokat az eszközöket, amelyek segítségével másokkal kommunikálhat, és ez a könyv legfontosabb a motívuma. Az estély mint a regény csúcspontja többek között a kapcsolatteremtésre való törekvést szimbolizálja. Igaz, hogy az estélyek összehozzák az embereket, de az ilyen együttlét felületes; a résztvevők ilyenkor sokszor magányosabbak, mint egyedül. Clarissa úgy próbál valódi kapcsolatokat kialakítani másokkal, hogy közben saját egyéniségéhez is ragaszkodik -Petert is azért utasította vissza, mert a férfi uralkodni akart rajta-, és nehezen találja meg az egyensúlyt. Házasságában egyszerre érzi magát szabadnak és magányosnak. Peter sok szempontból a függetlenség megtestesítője a regényben, és pont emiatt vált sebezhetővé; Septimus pedig beleőrül lelke elszigeteltségébe, ezért is lesz öngyilkos.
Septimus és Clarissa között különleges 'kapcsolat' van. A férfi nem ismeri Mrs. Dalloway-t, de ő kapcsolódik hozzá a leginkább. Kettőjük élete időről időre átszeli egymást. Az 1928-as kiadás előszavában Woolf elárulja, hogy Septimus valójában Clarissa alteregója, az emberiség pozitív és negatív oldalát testesítik meg. Mindketten készségesen vesznek részt egy olyan életben, ami jóváhagyja az imperializmust, a nacionalizmust és a háborút; de mindketten meglátják a világ szépségeit a szenvedés és az elszigeteltség ellenére is. Clarissa Septimus halálát egy kétségbeesett, de elfogadható kommunikációs aktusnak tartja.
Dalloway-ék kapcsolatára az intimitás hiánya és a magányosság jellemző. Clarissa életében Sally felé mutatott szerelme volt a legintenzívebb érzés, amit valaha kifejezett:„Egészen más, mint amit egy férfi iránt érezhetett. Teljességgel önzetlen érzés volt, olyasvalami, ami csak nők között, éppen felnőtté vált nők között képzelhető el.” Egy értelmezés szerint Mrs. Dalloway olyan leszbikus nő, aki a biztonságos, férje oldalán eltöltött polgári életformát választja, mert az igazi szerelemről le kell mondania.

### Betegség, halál
A regényben lényeges szerepet kapnak a mentális betegségek, illetve annak kérdése, mi számít normálisnak a társadalomban. Septimus kötelességtudóan harcolt az első világháborúban, ahonnan megbecsült veteránként tér haza. Hónapokkal később sokkszerű pánik és bűntudat hatalmasodott el rajta: attól kezdve nem tud érezni, szeretni, és úgy gondolja, betegsége nem gyógyítható. Poszttraumás stressz szindrómában szenved, amit abban az időben 'gránátsokknak' hívtak. Alakja figyelemreméltó az irodalomban olyan szempontból, hogy ő az egyik első regényszereplő, akinél megfigyelhető, milyen traumákat okozott a háború. Egy másik értelmezés szerint túl érzékeny, idegennek érzi magát a világban, mert nem tud beilleszkedni. Öngyilkossági gondolatai vannak, hallucinál (gyakran látni véli a harcban elesett barátját), elszigeteltnek érzi magát, kapcsolati problémákkal küzd és nagyzási hóbort is jellemző rá. Bipoláris tendenciák és hangulati hullámzás Septimus mellett Clarissánál és Peternél is megfigyelhetőek, pedig őket a társadalom 'normálisnak' tartja.
A 20. század elején a mentális betegségeket gyakran figyelmen kívül hagyták vagy nem kezelték megfelelően. A legtöbb érintettnek azt javasolták, hogy pihenjen, legyen távol otthonától. A regényben is ezt tanácsolják Septimusnak az orvosok: szerintük a férfit majd az izoláció, az ingerek hiánya és a pihenés hozza egyensúlyba.
A Mrs. Dalloway-ben a halál, illetve az attól való félelem is jellemző motívum. Clarissa átélte szülei és nővére halálát. A meghalást természetesnek tartja, és nem akarja szomorúnak érezni magát miatta. A regényben többször találkozunk Shakespeare egyik drámája, a Cymbeline soraival; többek között ezek a mondatok segítenek Clarissának kibékülni saját halandóságával. Shakespeare feltűnése emellett a reménytelenséget, illetve a lélek túlélését is jelképezi. Septimus betegségének közvetlen kiváltója barátja, Evans halála, ő pedig öngyilkos lesz a aznap, amikor a regény játszódik. Clarissa a férfi haláláról az estélyen, Dr. Bradshaw-tól értesül, és ez nagyon felkavarja annak ellenére, hogy nem ismerték egymást. A nő külsőségekbe való menekülése, érzelmeit vállalni nem tudása a lélek halála, míg Septimus a test halálával védekezik a lélek halála ellen. Valójában egyikük sem látja tragédiának a halált: számukra a zsarnokság elutasítását és önmaguk megőrzését jelenti.
A Cymbeline-on kívül Woolf a regényben más motívumokkal is utal az elmúlásra. Gyakran kapnak szerepet fák, virágok: míg Clarissa hisz abban, hogy a lélek fákban él tovább a halál után, Septimus szerint egy fa kivágása olyan, mint gyilkosságot elkövetni. A hullámok és víz -amellett, hogy kifejezik a gondolatok egymásba folyását- majdnem mindig az elmúlás vagy a halál lehetőségét jelentik. Clarissa gondolatai között felbukkan egy emlék: lánykorában egy shillinget dobott a Serpentine-tóba. A gesztus akkor a valódi tettől való megfutamodást jelentette, a regény végén pedig ez a motívum is a meghalásra vonatkozóan bukkan fel.

### Társadalmi hierarchia
A Mrs. Dalloway a brit arisztokrácia életmódját is bemutatja, kritizálja. A 19. századra a Brit Birodalom a világ legnagyobb birodalmává vált. Ezen a helyzeten változtatott az I. világháború, ráébresztetve a briteket arra, hogy saját országukban sincsenek biztonságban. A regény megírásakor a régi uralkodó osztály hatalma is egyre jobban gyengült: a főszereplők a birodalom hanyatlásához hasonlóan saját hanyatlásukat is átélik.
Az estély a felső tízezer reprezentatív ünnepe. A miniszterelnök is részt vesz rajta, Anglia régi értékeit és egy hanyatló hierarchikus társadalmi rendszert szimbolizálva. Az alsóbb osztályok elnyomását, az arisztokrata értékeket a regényben elsősorban Miss Kilman és Sir William Bradshaw (Septimus pszichiátere) képviselik, de házasságával Clarissa Dalloway is elfogadta ezt az életformát.
Az osztálykülönbségek a kontroll, illetve a felsőbbrendűség kifejezéseiben is megjelennek: ezt képviselik szemléletesen Septimus orvosai. Septimus a háború előtt hiába számított művelt embernek, alacsony státusza és betegsége kiszolgáltatott helyzetbe kényszeríti. Mindkét orvosa az arisztokrácia tagja. Leereszkedően bánnak vele, és ennek oka nemcsak Septimus betegsége, hanem jövedelmi helyzete is. Septimus nem tudja elviselni, hogy mentálisan és fizikailag is kontrollálni próbálják, nem akar otthonában az orvosok szigorú szabályai szerint élni. Öngyilkossága nemcsak az élet feladása, hanem lázadás is az autoritás ellen. Ilyen értelemben azokat az elnyomott embereket jelképezi, akik harcolnak a hatalom, az elit, a gyarmatosítók, a konformitás ellen. Septimus azt is érzi, hogy mindkét orvos része annak az elnyomó rendszernek, ami a háborús részvételt is előírja. Az orvosok szerint Septimus veszélyes a társadalomra, mert a briteket a háború alatt elszenvedett sérülésekre emlékezteti, ezért el kell őt távolítani.

## Fogadtatása
A regényről először a The New York Times írt méltató kritikát. A recenzió szerint Clarissa benyomásainak és élményeinek bonyolult, mégis tiszta megjelenítése egyben az első világháború utáni időszak korszellemét, egy társadalmi osztály nézőpontját, és szinte az egész civilizáció gyengeségét, erejét mutatja be. Woolf precíz leírásaival az olvasói azonosulást megkönnyítő élményt ad. Clarissa a korábbi regények hasonló szereplőivel ellentétben nagyon árnyalt, aprólékosan kidolgozott személyiség, egy 'időtlen' figura.
A Mrs Dalloway felkerült a The Times magazin listájára, amin minden idők 100 legjobb regénye szerepel, illetve a Guardian 1000-es listáján is helyet kapott. A 20. század egyik legjobb regényének tartják, emellett meleg és leszbikus témában is ez az egyik legismertebb és leginkább közkedvelt szépirodalmi mű.

## Magyar fordítás és méltatás
A regény magyarul először Clarissa címmel jelent meg, Nagypál István fordításában a Franklin-társulatnál, 1946-ban.
A könyvet Tandori Dezső fordította le magyarra. Amikor ezen a Woolf-regényen dolgozott, idegennek érezte, Clarissa alakjával egyáltalán nem tudott azonosulni; de Septimussal és Reziával együttérzett. Ennek ellenére úgy látja, hogy a Mrs. Dalloway tökéletes mű, aminek nagysága a történet kohéziójában rejlik.
A Mrs. Dallowayt először 1971-ben adták ki a Magyar Helikon Könyvkiadónál. 1987-ben az Európa Könyvkiadónál Woolf két másik regényével, A világítótoronnyal és a Hullámokkal egy kötetben jelent meg. 2005-ben ugyanitt önálló kötetet kapott, legutóbb pedig 2012-ben adták újra ki, szintén az Európa Könyvkiadónál, 264 oldalon.
Szerb Antal elismerően ír a regényről, remekműnek tartja. Woolf James Joyce tanítványa, ő alkalmazta a tőle átvett belső monológ-technikát a legügyesebben, így túl is szárnyalta mesterét. Tökéletesen valósította meg regényében azt a művészi elképzelést, amit Joyce-nál csak sejteni lehetett, ezzel az emberi élet totalitást mutatta be. A Mrs. Dalloway is egy nap alatt játszódik, mint az Ulysses – többek között ebben is hasonlítanak –, de Clarissa „nem hülye, mint Bloom, és az anyagcsere egyáltalán nem foglalkoztatja”. Szerb Antal A világirodalom története című könyvében is méltatja a regényt, és ebben, illetve Woolf más műveiben is elsősorban a nőies atmoszféra megjelenítését dicséri.

## Magyarul
- Clarissa; ford. Nagypál István; Franklin, Bp., 1946 (Külföldi regényírók)
- Mrs. Dalloway; ford. Tandori Dezső; Magyar Helikon–Európa, Bp., 1971 (Helikon kiskönyvtár)

## Feldolgozások
A könyvből 1997-ben készült angol-amerikai-norvég film, Marleen Gorris rendezésében, Vanessa Redgrave, Michael Kitchen és Natascha McElhone főszereplésével. A forgatókönyvet a regény alapján Eileen Atkins írta. A film 97 perces és Magyarországon is bemutatták.
A Mrs Dalloway ihlette Michael Cunningham: Az órák című könyvét, amely Magyarországon 2002-ben jelent meg az Ulpius kiadónál. A könyv és a belőle készült film három nő életét mutatja be: Virginia Woolf éppen a Mrs. Dalloway megírásán dolgozik; Laura Braun a második világháború után a regényt olvassa; Clarissa Vaughan, akit barátja, Richard Mrs. Dallowaynek hív, egy partit szervez. Az órákban rengeteg utalás fedezhető fel a Mrs. Dallowayre, így például a virág-motívum, az estély és a homoszexualitás.